# Стаховський Сергій Едуардович
Сергі́й Едуа́рдович Стахо́вський (нар. 6 січня 1986, Київ) — український тенісист-професіонал та військовик. Володар чотирьох титулів АТР в одиночному розряді та трьох титулів ATP у парному розряді. Військовослужбовець ЦСО «А» СБУ. Майстер-сержант.

## Життєпис
Сергій Стаховський народився 6 січня 1986 року в Києві. Батько Сергія — Едуард Стаховський, доктор медичних наук, відомий уролог, мати — Ольга Стаховська, економістка та викладачка. 
У віці 6 років Сергій Стаховський починав займатися тенісом. Підлітком переїхав до Словаччини, де тренувався та здобував свою тенісну кар'єру.

### Громадянська позиція
21 лютого 2014 року, після кривавих подій у Києві, Стаховський заявив, що більше ніколи не буде спілкуватися з російськими ЗМІ через їхню брехню про події на Майдані. Цієї позиції він притримувався і надалі.
У серпні 2014 року, повертаючись із США, привіз вісім бронежилетів, балаклави та іншу амуніцію для бійців із зони АТО. Митники певний час намагалися його не пропустити. Після того виставив на аукціон ракетку з персональним автографом й 5 наборів струн для ракетки й обмотку для ручки — гроші мають піти на підтримку української армії. Регулярно допомагає волонтерській організації «Повернись живим».

### Українсько-російська війна 2022 року
12 лютого 2022 року подав документи на навчальні курси, в Тероборону Голосіївського району.
28 лютого 2022 року вступив до лав ЗСУ.
1 березня 2022 року Стаховський поїхав з Лондона, де він проживав, та перетнув кордон з боку Словаччини, щоби приєднатися до України та поповнити ряди армійського резерву задля захисту своєї країни, атакованої Росією. Журналісту, який запитав його: «Чому вирішив повернутися до Києва, щоб взяти зброю?», він відповів:
Це питання, яке я не знаю, чи можу я відповісти, навіть для себе. Немає жодного обґрунтування, щоб тримати дітей вдома, але всі ті, хто бореться тут, хто захищає Україну, також мають сім'ю, дітей, братів та сестер. Але вони там. Чому я повинен бути в іншій ситуації? Тому що я виграв більше грошей, і я міг уникнути? Я не бачу, як я міг би діяти по-іншому. 
У листопаді 2022 року Сергій Стаховський взяв участь у урочистій церемонії вшанування гравців, які завершили кар'єру в 2022році. Він вийшов на корт у формі національної гвардії. 
Сергій Стаховський був у групі мінометної підтримки в НацГвардії. Долучався до благодійних зборів на підтримку ЗСУ за кордоном, зі слів Сергія їм разом із Еліною Світоліною вдалося зібрати 500 000 евро. Станом на 2023 рік — Майстер-сержант ЦСО «А» СБУ. , мобільний оператор по роботі з дронами.

В 2023 році був учасником боїв за Бахмут. Брав участь в обміні військовополоненими.
В 2024 році учасник боїв за Авдіївський коксохімічний завод.

## Досягнення

### Найбільше досягнення (на 2013 рік)
26 червня 2013 року Сергій Стаховський обіграв Роджера Федерера на Вімблдоні — 3-1 (6-7, 7-6,7-5,7-6)
| W | Ф | ПФ | ЧФ | #Р | КТ | К# | P# | DNQ | A | Z# | PO | G | S | B | NMS | NTI | P | NH |

### Одиночний розряд
Актуально станом на завершення Відкритого чемпіонату Австралії 2022.
| Турнір                                 | 2003 | 2004 | 2005 | 2006 | 2007 | 2008 | 2009  | 2010  | 2011  | 2012  | 2013  | 2014  | 2015  | 2016 | 2017 | 2018 | 2019 | 2020 | 2021 | 2022 | ТУ         | В-П        | % перемог  |
| -------------------------------------- | ---- | ---- | ---- | ---- | ---- | ---- | ----- | ----- | ----- | ----- | ----- | ----- | ----- | ---- | ---- | ---- | ---- | ---- | ---- | ---- | ---------- | ---------- | ---------- |
| Турніри Великого шлему                 |      |      |      |      |      |      |       |       |       |       |       |       |       |      |      |      |      |      |      |      |            |            |            |
| Відкритий чемпіонат Австралії з тенісу |      |      |      |      | К2р  | К3р  | 1р    | 1р    | 3р    | 2р    | 1р    | 1р    | 2р    | 1р   |      | К1р  | К2р  | К2р  | 1р   | К1р  | 0 / 9      | 4–9        | 33%        |
| Відкритий чемпіонат Франції з тенісу   |      |      | К1р  |      | К3р  | К2р  | 2р    | 1р    | 3р    | 2р    | 1р    | 1р    | 2р    | К2р  | 2р   | 2р   | 1р   | К1р  | К2р  |      | 0 / 10     | 7–10       | 44%        |
| Вімблдонський турнір                   |      |      | К3р  |      | К3р  | 1р   | К1р   | 1р    | 2р    | 1р    | 3р    | 3р    | 1р    | 2р   | 2р   | 2р   | К2р  | NH   | К2р  |      | 0 / 10     | 8–10       | 44%        |
| Відкритий чемпіонат США з тенісу       |      |      | К2р  |      | К1р  | К3р  | 1р    | 3р    | 1р    | 1р    | 1р    | 1р    | 3р    | 2р   | К3р  | К1р  | К1р  |      | К1р  |      | 0 / 8      | 5–8        | 39%        |
| В-П                                    | 0–0  | 0–0  | 0–0  | 0–0  | 0–0  | 0–1  | 1–3   | 2–4   | 5–4   | 2–4   | 2–4   | 2–4   | 4–4   | 2–3  | 2–2  | 2–2  | 0–1  | 0–0  | 0–1  | 0–0  | 0 / 37     | 24–37      | 41%        |
| Тур ATP Мастерс 1000                   |      |      |      |      |      |      |       |       |       |       |       |       |       |      |      |      |      |      |      |      |            |            |            |
| Indian Wells Open                      |      |      |      |      |      |      | 2р    | 2р    |       | 2р    | К2р   | 2р    | 2р    |      | К1р  | К2р  |      | NH   |      |      | 0 / 5      | 5–5        | 50%        |
| Відкритий чемпіонат Маямі з тенісу     |      |      |      |      |      |      | 1р    | 3р    | 2р    | 1р    | К1р   | 1р    | 1р    | 2р   | К2р  | К2р  |      | NH   |      |      | 0 / 7      | 4–7        | 36%        |
| Мастерс Монте-Карло                    |      |      |      |      |      |      |       |       | 1р    | К1р   | К2р   | К1р   | 2р    |      | К2р  | К2р  |      | NH   |      |      | 0 / 2      | 1–2        | 33%        |
| Мастерс Мадрид                         |      |      |      |      |      |      |       |       | 3р    | 1р    | К2р   | К1р   | К1р   |      |      |      |      | NH   |      |      | 0 / 2      | 2–2        | 50%        |
| Мастерс Рим                            |      |      |      |      |      |      |       |       | 2р    | К1р   |       |       |       |      |      |      |      |      |      |      | 0 / 1      | 1–1        | 50%        |
| Мастерс Канада                         |      |      |      |      |      |      |       | 2р    | 2р    | 1р    |       |       | 2р    |      |      |      |      | NH   |      |      | 0 / 4      | 3–4        | 43%        |
| Мастерс Цинциннаті                     |      |      |      |      |      |      |       | 1р    | 1р    | 1р    |       |       | 1р    |      |      |      |      |      |      |      | 0 / 4      | 0–4        | 0%         |
| Мастерс Шанхай                         | НСМ  | НСМ  | НСМ  | НСМ  | НСМ  | НСМ  |       | 1р    |       | К2р   |       |       |       |      | К1р  |      |      | NH   | NH   | NH   | 0 / 1      | 0–1        | 0%         |
| Мастерс Париж                          |      |      |      |      |      |      | К2р   | 2р    | 2р    |       |       | К2р   | К1р   |      |      |      |      |      |      |      | 0 / 2      | 2–2        | 50%        |
| В-П                                    | 0–0  | 0–0  | 0–0  | 0–0  | 0–0  | 0–0  | 1–2   | 5–6   | 6–7   | 1–5   | 0–0   | 1–2   | 3–5   | 1–1  | 0–0  | 0–0  | 0–0  | 0–0  | 0–0  | 0–0  | 0 / 28     | 18–28      | 39%        |
| Загальна статистика                    |      |      |      |      |      |      |       |       |       |       |       |       |       |      |      |      |      |      |      |      |            |            |            |
|                                        | 2003 | 2004 | 2005 | 2006 | 2007 | 2008 | 2009  | 2010  | 2011  | 2012  | 2013  | 2014  | 2015  | 2016 | 2017 | 2018 | 2019 | 2020 | 2021 | 2022 | За кар'єру | За кар'єру | За кар'єру |
| Турніри                                | 0    | 1    | 3    | 2    | 2    | 5    | 14    | 26    | 26    | 27    | 15    | 19    | 25    | 13   | 8    | 5    | 6    | 1    | 2    | 0    | 200        | 200        | 200        |
| Титули                                 | 0    | 0    | 0    | 0    | 0    | 1    | 1     | 2     | 0     | 0     | 0     | 0     | 0     | 0    | 0    | 0    | 0    | 0    | 0    | 0    | 4          | 4          | 4          |
| Фінали                                 | 0    | 0    | 0    | 0    | 0    | 1    | 1     | 2     | 0     | 0     | 0     | 0     | 0     | 0    | 0    | 0    | 0    | 0    | 0    | 0    | 4          | 4          | 4          |
| Разом виграшів–поразок                 | 0–0  | 0–1  | 3–3  | 1–6  | 2–3  | 9–4  | 16–14 | 27–25 | 25–27 | 16–28 | 11–17 | 20–20 | 20–27 | 8–14 | 6–8  | 5–6  | 3–6  | 1–2  | 2–4  | 0–0  | 4 / 200    | 177–215    | 45%        |
| Рейтинг на кінець року                 | 533  | 335  | 184  | 195  | 199  | 92   | 60    | 46    | 62    | 103   | 98    | 58    | 62    | 109  | 122  | 134  | 150  | 202  | 216  | –    | 45.15%     | 45.15%     | 45.15%     |

### Парний розряд
| Турнір                                 | 2008 | 2009 | 2010 | 2011 | 2012 | 2013 | 2014 | 2015 | 2016 | ТУ     | В-П   | % перемог |
| -------------------------------------- | ---- | ---- | ---- | ---- | ---- | ---- | ---- | ---- | ---- | ------ | ----- | --------- |
| Турніри Великого шлему                 |      |      |      |      |      |      |      |      |      |        |       |           |
| Відкритий чемпіонат Австралії з тенісу |      | 1р   | 1р   | 2р   | 1р   | 3р   |      | 1р   | 1р   | 0 / 7  | 3–7   | 30%       |
| Відкритий чемпіонат Франції з тенісу   |      | 2р   | 2р   | 2р   | 1р   | 1р   |      | 1р   |      | 0 / 6  | 3–6   | 33%       |
| Вімблдонський турнір                   | К1р  | К1р  | 3р   | 2р   | 1р   |      | 1р   | 1р   | 1р   | 0 / 6  | 3–6   | 33%       |
| Відкритий чемпіонат США з тенісу       |      | 1р   | 3р   | 3р   | 2р   | 3р   |      | 2р   | 1р   | 0 / 7  | 8–7   | 53%       |
| В-П                                    | 0–0  | 1–3  | 5–4  | 5–4  | 1–4  | 4–3  | 0–1  | 1–4  | 0–3  | 0 / 26 | 17–26 | 40%       |

## Фінали турнірів ATP за кар'єру

### Одиночний розряд: 4 (4 перемоги)
| Легенда                |
| ---------------------- |
| Великий Шлем (0–0)     |
| Фінал ATP (0–0)        |
| ATP Мастерс 1000 (0–0) |
| Серія ATP 500 (0–0)    |
| Серія ATP 250 (4–0)    |

| Титули за покриттям |
| ------------------- |
| Тверде (3–0)        |
| Ґрунт (0–0)         |
| Трава (1–0)         |

| Титули за типом корту |
| --------------------- |
| Відкритий (2–0)       |
| Закритий (2–0)        |

| Результат | В-П | Дата     | Турнір                                         | Рівень     | Покриття   | Суперник         | Рахунок                  |
| --------- | --- | -------- | ---------------------------------------------- | ---------- | ---------- | ---------------- | ------------------------ |
| Перемога  | 1–0 | Бер 2008 | Zagreb Indoors, Хорватія                       | Інтернешнл | Тверде (i) | Іван Любичич     | 7–5, 6–4                 |
| Перемога  | 2–0 | Лис 2009 | St. Petersburg Open, Росія                     | Серія 250  | Тверде (i) | Орасіо Себальйос | 2–6, 7–6(10–8), 7–6(9–7) |
| Перемога  | 3–0 | Чер 2010 | Rosmalen Grass Court Championships, Нідерланди | Серія 250  | Трава      | Янко Типсаревич  | 6–3, 6–0                 |
| Перемога  | 4–0 | Сер 2010 | Connecticut Open, США                          | Серія 250  | Тверде     | Денис Істомін    | 3–6, 6–3, 6–4            |

### Парний розряд: 4 (4 перемоги)
| Легенда                |
| ---------------------- |
| Великий Шлем (0–0)     |
| Фінал ATP (0–0)        |
| ATP Мастерс 1000 (0–0) |
| Серія ATP 500 (1–0)    |
| Серія ATP 250 (3–0)    |

| Титули за покриттям |
| ------------------- |
| Тверде (2–0)        |
| Ґрунт (0–0)         |
| Трава (2–0)         |

| Титули за типом корту |
| --------------------- |
| Відкритий (3–0)       |
| Закритий (1–0)        |

| Результат | В-П | Дата     | Турнір                          | Рівень     | Покриття   | Партнер            | Суперники                                | Рахунок                  |
| --------- | --- | -------- | ------------------------------- | ---------- | ---------- | ------------------ | ---------------------------------------- | ------------------------ |
| Перемога  | 1–0 | Жов 2008 | Кубок Кремля, Росія             | Інтернешнл | Тверде (i) | Потіто Стараче     | Стівен Гасс Росс Гатчінс                 | 7–6(7–4), 2–6, [10–6]    |
| Перемога  | 2–0 | Чер 2010 | Halle Open, Німеччина           | Серія 250  | Трава      | Михайло Южний      | Мартін Дамм Філіп Полашек                | 4–6, 7–5, [10–7]         |
| Перемога  | 3–0 | Лют 2011 | Dubai Tennis Championships, ОАЕ | Серія 500  | Тверде     | Михайло Южний      | Жеремі Шарді Фелісіано Лопес             | 4–6, 6–3, [10–3]         |
| Перемога  | 4–0 | Лип 2019 | Hall of Fame Open, США          | Серія 250  | Трава      | Марсель Гранольєрс | Марсело Аревало Мігель Ангел Реєс-Варела | 6–7(10–12), 6–4, [13–11] |

### Рекорди
| Турнір | Рік  | Встановлений рекорд                      | З ким ділить |
| Загреб | 2008 | Переміг на турнірі ATP як щасливий лузер | Гайнц Ґюнтгардт Білл Скенлон Франсіско Клавет Крістіан Мініуссі Ражів Рам Леонардо Маєр Андрій Рубльов Марко Чеккінато Квон Сун-ву |

## Фінали ATP Челленджер і ITF Ф'ючерс

### Одиночний розряд: 16 (7–9)
| Легенда (одиночний розряд) |
| -------------------------- |
| Тур ATP Челленджер (7–8)   |
| Тур ITF Ф'ючерс (0–1)      |

| Титули за покриттям |
| ------------------- |
| Тверде (6–7)        |
| Ґрунт (0–2)         |
| Трава (1–0)         |
| Килим (0–0)         |

| Результат | В-П | Дата     | Турнір                             | Рівень     | Покриття   | Суперник          | Рахунок                 |
| --------- | --- | -------- | ---------------------------------- | ---------- | ---------- | ----------------- | ----------------------- |
| Поразка   | 0–1 | Чер 2004 | Україна F1, Дніпро (місто)petrovsk | Ф'ючерс    | Ґрунт      | Віктор Брутанс    | 4–6, 1–6                |
| Поразка   | 0–2 | Лис 2007 | Куала-Лумпур, Малайзія             | Челленджер | Тверде     | Райнер Шуттлер    | 6–7(2–7), 2–6           |
| Поразка   | 0–3 | Лип 2008 | Пенза, Росія                       | Челленджер | Тверде     | Бенедікт Дорш     | 6–1, 4–6, 6–7(6–8)      |
| Перемога  | 1–3 | Сер 2008 | Сеговія, Іспанія                   | Челленджер | Тверде     | Тьяго Алвес       | 7–5, 7–6(7–4)           |
| Поразка   | 1–4 | Жов 2009 | Монс, Бельгія                      | Челленджер | Тверде (i) | Янко Типсаревич   | 6–7(4–7), 3–6           |
| Поразка   | 1–5 | Чер 2012 | Фюрт, Німеччина                    | Челленджер | Ґрунт      | Блаж Кавчич       | 3–6, 6–2, 2–6           |
| Поразка   | 1–6 | Бер 2013 | Ле-Гозьє, Гваделупа                | Челленджер | Тверде     | Бенуа Пер         | 4–6, 7–5, 4–6           |
| Перемога  | 2–6 | Сер 2013 | Казань, Росія                      | Челленджер | Тверде     | Валерій Руднєв    | 6–2, 6–3                |
| Перемога  | 3–6 | Лип 2014 | Бінгемтон, США                     | Челленджер | Тверде     | Вейн Одеснік      | 6–4, 7–6(11–9)          |
| Перемога  | 4–6 | Вер 2014 | Орлеан, Франція                    | Челленджер | Тверде (i) | Томас Беллуччі    | 6–2, 7–5                |
| Поразка   | 4–7 | Жов 2014 | Ташкент, Узбекистан                | Челленджер | Тверде     | Лукаш Лацко       | 2–6, 3–6                |
| Поразка   | 4–8 | Вер 2015 | Стамбул, Туреччина                 | Челленджер | Тверде     | Карен Хачанов     | 6–4, 4–6, 3–6           |
| Перемога  | 5–8 | Тра 2016 | Сеул, Південна Корея               | Челленджер | Тверде     | Лу Єнь-Сюнь       | 4–6, 6–3, 7–6(9–7)      |
| Перемога  | 6–8 | Сер 2017 | Порторож, Словенія                 | Челленджер | Тверде     | Маттео Берреттіні | 6–7(4–7), 7–6(8–6), 6–3 |
| Перемога  | 7–8 | Чер 2018 | Їлклі, Велика Британія             | Челленджер | Трава      | Оскар Отте        | 6–4, 6–4                |
| Поразка   | 7–9 | Кві 2019 | Тайбей, Китайський Тайбей          | Челленджер | Тверде (i) | Денніс Новак      | 2–6, 4–6                |

### Парний розряд: 36 (19–17)
| Легенда (парний розряд)    |
| -------------------------- |
| Тур ATP Челленджер (19–16) |
| Тур ITF Ф'ючерс (0–1)      |

| Титули за покриттям |
| ------------------- |
| Тверде (12–10)      |
| Ґрунт (6–7)         |
| Трава (0–0)         |
| Килим (1–0)         |

| Результат | В-П   | Дата     | Турнір                        | Рівень     | Покриття   | Партнер                  | Суперники                                  | Рахунок                 |
| --------- | ----- | -------- | ----------------------------- | ---------- | ---------- | ------------------------ | ------------------------------------------ | ----------------------- |
| Поразка   | 0–1   | Кві 2003 | Узбекистан F2, Ґулістан       | Ф'ючерс    | Тверде     | Їржі Венкль              | Петр Дезорт Ярослав Левинський             | 2–6, 2–6                |
| Перемога  | 1–1   | Сер 2003 | Самарканд, Узбекистан         | Челленджер | Ґрунт      | Віктор Брутанс           | Павло Іванов Дарко Маджаровський           | 6–2, 6–4                |
| Поразка   | 1–2   | Вер 2003 | Донецьк, Україна              | Челленджер | Тверде     | Андрій Столяров          | Харш Манкад Джейсон Маршалл                | 2–6, 4–6                |
| Перемога  | 2–2   | Бер 2005 | Сараєво, Боснія і Герцеговина | Челленджер | Тверде (i) | Міхал Мертиняк           | Лукаш Длоуги Ян Вацек                      | 6–7(8–10), 6–2, 6–2     |
| Перемога  | 3–2   | Лип 2005 | Кордова, Іспанія              | Челленджер | Тверде     | Володимир Волчков        | Ніколя Маю Жіль Мюллер                     | 7–5, 5–7, 6–1           |
| Перемога  | 4–2   | Лис 2005 | Прага, Чехія                  | Челленджер | Килим (i)  | Філіп Полашек            | Джеймс Окленд Яспер Сміт                   | 6–3, 3–6, 7–6(7–5)      |
| Перемога  | 5–2   | Лис 2006 | PEOPLEnet CUP, Україна        | Челленджер | Тверде (i) | Орест Терещук            | Марко К'юдінеллі Ловро Зовко               | 6–4, 6–0                |
| Перемога  | 6–2   | Бер 2007 | Фес, Марокко                  | Челленджер | Ґрунт      | Орест Терещук            | Рабіє Чакі Мунір Аль Ааредж                | 6–3, 6–3                |
| Поразка   | 6–3   | Кві 2007 | Бермудські Острови            | Челленджер | Ґрунт      | Бенедікт Дорш            | Марсело Мело Андре Са                      | 2–6, 4–6                |
| Перемога  | 7–3   | Лип 2007 | Реканаті, Італія              | Челленджер | Тверде     | Фабіо Коланджело         | Юй Сіньюань Цзен Шаосюань                  | 1–6, 7–6(7–3), [10–7]   |
| Перемога  | 8–3   | Тра 2008 | Острава, Чехія                | Челленджер | Ґрунт      | Томаш Зіб                | Ян Герних Ігор Зеленай                     | 7–6(8–6), 3–6, [14–12]  |
| Поразка   | 8–4   | Тра 2008 | Загреб, Хорватія              | Челленджер | Ґрунт      | Томаш Зіб                | Іван Додіг Жуліо Сілва                     | 4–6, 6–7(1–7)           |
| Поразка   | 8–5   | Вер 2008 | Cherkassy, Україна            | Челленджер | Ґрунт      | Сергій Бубка             | Михайло Єлгін Олександр Красноруцький      | 4–6, 5–7                |
| Перемога  | 9–5   | Вер 2008 | Орлеан, Франція               | Челленджер | Тверде (i) | Ловро Зовко              | Жан-Клод Шеррер Ігор Зеленай               | 7–6(9–7), 6–4           |
| Поразка   | 9–6   | Сер 2009 | Сеговія, Іспанія              | Челленджер | Тверде     | Ловро Зовко              | Ніколя Маю Едуар Роже-Васслен              | 7–6(7–4), 3–6, [8–10]   |
| Поразка   | 9–7   | Вер 2009 | Алфен, Нідерланди             | Челленджер | Ґрунт      | Сергій Бубка             | Джонатан Маррей Джеймі Маррей              | 1–6, 4–6                |
| Перемога  | 10–7  | Вер 2013 | Орлеан, Франція               | Челленджер | Тверде (i) | Ілля Марченко            | Річардас Беранкіс Франко Шкугор            | 7–5, 6–3                |
| Перемога  | 11–7  | Тра 2014 | Бордо, Франція                | Челленджер | Ґрунт      | Марк Жікель              | Раян Гаррісон Алекс Кузнєцов               | w/o                     |
| Поразка   | 11–8  | Лип 2014 | Бінгемтон, США                | Челленджер | Тверде     | Маріус Копіл             | Деніел Кокс Денієл Сметгерст               | 7–6(7–3), 2–6, [6–10]   |
| Перемога  | 12–8  | Бер 2015 | Ірвінг, США                   | Челленджер | Тверде     | Роберт Ліндстедт         | Бенжамін Бекер Філіпп Пецшнер              | 6–4, 6–4                |
| Поразка   | 12–9  | Тра 2015 | Бордо, Франція                | Челленджер | Ґрунт      | Люка Пуй                 | Тіємо де Баккер Робін Гаасе                | 3–6, 5–7                |
| Перемога  | 13–9  | Жов 2016 | Нінбо, КНР                    | Челленджер | Тверде     | Жонатан Ейссерік         | Стефан Козлов Акіра Сантіллан              | 6–4, 7–6(7–4)           |
| Перемога  | 14–9  | Тра 2017 | Карші, Узбекистан             | Челленджер | Тверде     | Денис Молчанов           | Кевін Кравіц Адріан Менендес Масейрас      | 6–4, 7–6(9–7)           |
| Перемога  | 15–9  | Сер 2017 | Сеговія, Іспанія              | Челленджер | Тверде     | Адріан Менендес Масейрас | Роберто Ортега Ольмедо Давід Веґа Ернандес | 4–6, 6–3, [10–7]        |
| Поразка   | 15–10 | Вер 2017 | Ізмір, Туреччина              | Челленджер | Тверде     | Денис Молчанов           | Скотт Клейтон Джонні О'Мара                | w/o                     |
| Поразка   | 15–11 | Тра 2018 | Острава, Чехія                | Челленджер | Ґрунт      | Лукаш Росол              | Аттіла Балаж Гонсалу Олівейра              | 0–6, 5–7                |
| Перемога  | 16–11 | Вер 2018 | Кассі, Франція                | Челленджер | Тверде     | Метт Рейд                | Марк-Андреа Гюслер Гонсалу Олівейра        | 6–2, 6–3                |
| Поразка   | 16–12 | Тра 2019 | Сеул, Південна Корея          | Челленджер | Тверде     | Рубен Бемельманс         | Макс Перселл Люк Савіль                    | 4–6, 6–7(7–9)           |
| Поразка   | 16–13 | Бер 2021 | Б'єлла, Італія                | Челленджер | Тверде (i) | Денис Молчанов           | Квентен Аліс Трістан Ламазін               | 1–6, 0–2 ret.           |
| Поразка   | 16–14 | Бер 2021 | Б'єлла, Італія                | Челленджер | Тверде (i) | Денис Молчанов           | Ллойд Ґласспул Метт Рейд                   | 3–6, 4–6                |
| Поразка   | 16–15 | Бер 2021 | Лугано, Швейцарія             | Челленджер | Тверде (i) | Денис Молчанов           | Андре Бегеманн Андреа Вавассорі            | 6–7(11–13), 6–4, [8–10] |
| Перемога  | 17–15 | Тра 2021 | Острава, Чехія                | Челленджер | Ґрунт      | Марк Полменс             | Andrew Paulson Патрік Рікль                | 7–6(7–4), 3–6, [10–7]   |
| Перемога  | 18–15 | Тра 2021 | Прага, Чехія                  | Челленджер | Ґрунт      | Марк Полменс             | Іван Сабанов Матей Сабанов                 | 6–3, 6–4                |
| Поразка   | 18–16 | Лип 2021 | Нур-Султан, Казахстан         | Челленджер | Тверде     | Пітер Поланскі           | Hsu Yu-hsiou Бенджамін Лок                 | 6–2, 1–6, [7–10]        |
| Поразка   | 18–17 | Вер 2021 | Kiev, Україна                 | Челленджер | Ґрунт      | Денис Молчанов           | Орландо Луц Олександр Недовєсов            | 4–6, 4–6                |
| Перемога  | 19–17 | Лис 2021 | Братислава, Словаччина        | Челленджер | Тверде (i) | Філіп Горанський         | Денис Молчанов Олександр Недовєсов         | 6–4, 6–4                |

## Перемоги над гравцями першої 10-ки за сезоном
- Він здобув 3 перемог і зазнав 35 поразок в матчах з гравцями, які на той момент посідали місце в першій 10-ці рейтингу.

| Сезон    | 2013 | 2014 | 2015 | Всього |
| -------- | ---- | ---- | ---- | ------ |
| Перемоги | 1    | 1    | 1    | 3      |

| #    | Гравець        | Рейтинг | Турнір                                | Покриття   | Р-д | Рахунок                           |
| ---- | -------------- | ------- | ------------------------------------- | ---------- | --- | --------------------------------- |
| 2013 |                |         |                                       |            |     |                                   |
| 1.   | Роджер Федерер | 3       | Вімблдонський турнір, Велика Британія | Трава      | 2р  | 6–7(5–7), 7–6(7–5), 7–5, 7–6(7–5) |
| 2014 |                |         |                                       |            |     |                                   |
| 2.   | Ернестс Гулбіс | 10      | Вімблдонський турнір, Велика Британія | Трава      | 2р  | 6–4, 6–3, 7–6(7–5)                |
| 2015 |                |         |                                       |            |     |                                   |
| 3.   | Стен Вавринка  | 7       | Марсель, Франція                      | Тверде (i) | ЧФ  | 6–4, 3–6, 6–4                     |

## Особисте життя
Стаховський зустрічався з відомою словацькою тенісисткою Домінікою Цібулковою.
Продовжуючи спортивну кар'єру, з 2015 року займається виноробством в Україні, Закарпаття. Представив свої вина в 2017 році в Україні та Бордо під брендом Stakhovsky Wines [Архівовано 11 липня 2020 у Wayback Machine.] .

## Сім'я
24 вересня 2011 року Стаховський одружився з громадянкою Росії на ім'я Анфіса.
У подружжя є троє дітей: дочка Таїсія (30 березня 2014), сини Никифор (16 жовтня 2015) та Алекс (3 квітня 2019).
Був одружений до 2023 року
Кум - Всеволод Кожемяко.
Хрещений батько Алекса - Сергій Ребров.